# Aragosoma barbieri
Aragosoma barbieri är en mångfotingart som beskrevs av Jean-Paul Mauriès 1970. Aragosoma barbieri ingår i släktet Aragosoma och familjen Haplobainosomatidae. Inga underarter finns listade i Catalogue of Life.